# Lodewijk IX van Hessen-Darmstadt
Lodewijk IX (Darmstadt, 15 december 1719 — Pirmasens, 6 april 1790) was van 1768 tot 1790 landgraaf van Hessen-Darmstadt. Hij was de zoon van Lodewijk VIII en Charlotte Christina Magdalene Johanna van Hanau-Lichtenberg.
Lodewijk en zijn echtgenote werden na het overlijden van Koningin Elizabeth II de recentste gemeenschappelijke voorouders van alle erfelijke monarchen in Europa, omdat haar zoon, Koning Charles III, een afstammeling is via zijn vader. In de Europese landen Andorra en Vaticaanstad is de titel van monarch niet erfelijk.

## Leven
Hij was een eenvoudig man, een groot soldatenvriend en bevriend met Frederik II van Pruisen. Zijn latere echtgenote Henriëtte had ook contact met Frederik II, die veel respect voor haar had. Na haar dood in 1774 stuurde Frederik een urn naar Darmstadt met de tekst ‘femina sexo, ingenio vir’ (een vrouw van geslacht, een man van geest).

Zijn residentie Pirmasens, die hij ook reeds onder de regering van zijn vader bestuurde, en die aanvankelijk slechts dertig huizen telde, vergrootte hij tot een stad, mede door plaatsing van een garnizoen aldaar. In 1763 verleende hij de plaats stadsrechten.
Na zijn troonsbestijging in 1768 lukte het hem de onder zijn vader geruïneerde financiële situatie van het landgraafschap weer te verbeteren. Hij regeerde op verlichte wijze, bevorderde de cultuur en schafte verschillende misstanden in de justitie, af. Het bestuur verbeterde hij door het aantrekken van bekwame ambtenaren en geleerden uit Noord- en Midden-Duitsland. Zijn hof was een verzamelplaats van Duitse kunstenaars en dichters. Door de Franse Revolutie verloor hij de rechten en inkomsten van de van moederskant geërfde bezittingen in de Elzas. Hij stierf in 1790 en werd opgevolgd door zijn zoon Lodewijk X.

## Huwelijk en kinderen
Sinds 12 augustus 1741 was hij gehuwd met Henriëtte Caroline, dochter van Christiaan III van Palts-Zweibrücken, die van Goethe de bijnaam "de grote landgravin" ontving. Uit dit huwelijk werden acht kinderen geboren:
- Caroline (1746-1821), gehuwd met Frederik V van Hessen-Homburg
- Frederika (1751-1805), gehuwd met Frederik Willem II van Pruisen
- Lodewijk X (1753-1830), landgraaf, later groothertog van Hessen-Darmstadt
- Frederika Amalia (1754-1832), gehuwd met Karel Lodewijk van Baden, moeder van Karel van Baden
- Wilhelmina Louisa (1755-1776), gehuwd met Paul I van Rusland
- Louise (1757-1830), gehuwd met Karel August van Saksen-Weimar-Eisenach
- Frederik (1759-1802)
- Christiaan Lodewijk (1763-1830)

Met Ernestine Rosine Flachsland had hij een buitenechtelijke zoon:
- Ernst Ludwig von Hessenzweig (1761-1774)

## Voorvaderen
| Lodewijk IX van Hessen-Darmstadt             | Lodewijk IX van Hessen-Darmstadt                                                                                         | Lodewijk IX van Hessen-Darmstadt                                                                                         | Lodewijk IX van Hessen-Darmstadt                                                                                         | Lodewijk IX van Hessen-Darmstadt                                                                                         | Lodewijk IX van Hessen-Darmstadt                                                                                         | Lodewijk IX van Hessen-Darmstadt                                                                                         | Lodewijk IX van Hessen-Darmstadt                                                                                         | Lodewijk IX van Hessen-Darmstadt                                                                                         |
| -------------------------------------------- | --- | --- | --- | --- | --- | --- | --- | --- |
| Overgrootouders                              | Lodewijk VI van Hessen-Darmstadt (1630-1678) ∞ Elisabeth Dorothea van Saksen-Gotha-Altenburg ((1640-1709)                | Lodewijk VI van Hessen-Darmstadt (1630-1678) ∞ Elisabeth Dorothea van Saksen-Gotha-Altenburg ((1640-1709)                | Albrecht van Brandenburg-Ansbach (1620-1667) ∞ Sophie Margarete van Oettingen-Oettingen (1634-1664)                      | Albrecht van Brandenburg-Ansbach (1620-1667) ∞ Sophie Margarete van Oettingen-Oettingen (1634-1664)                      | Johan Reinhard II van Hanau-Lichtenberg (-) ∞ Anna Magdalena van Palts-Zweibrücken-Birkenfeld (-)                        | Johan Reinhard II van Hanau-Lichtenberg (-) ∞ Anna Magdalena van Palts-Zweibrücken-Birkenfeld (-)                        | Johan Frederik van Brandenburg-Ansbach (1654-1686) ∞ Johanna Elisabeth van Baden-Durlach (1651-1680)                     | Johan Frederik van Brandenburg-Ansbach (1654-1686) ∞ Johanna Elisabeth van Baden-Durlach (1651-1680)                     |
| Grootouders                                  | Ernst Lodewijk van Hessen-Darmstadt (1667-1739) ∞ Dorothea Charlotte van Brandenburg-Ansbach (1661-1705)                 | Ernst Lodewijk van Hessen-Darmstadt (1667-1739) ∞ Dorothea Charlotte van Brandenburg-Ansbach (1661-1705)                 | Ernst Lodewijk van Hessen-Darmstadt (1667-1739) ∞ Dorothea Charlotte van Brandenburg-Ansbach (1661-1705)                 | Ernst Lodewijk van Hessen-Darmstadt (1667-1739) ∞ Dorothea Charlotte van Brandenburg-Ansbach (1661-1705)                 | Johan Reinhard III van Hanau (1665-1736) ∞ Dorothea Frederika van Brandenburg-Ansbach (1676-1731)                        | Johan Reinhard III van Hanau (1665-1736) ∞ Dorothea Frederika van Brandenburg-Ansbach (1676-1731)                        | Johan Reinhard III van Hanau (1665-1736) ∞ Dorothea Frederika van Brandenburg-Ansbach (1676-1731)                        | Johan Reinhard III van Hanau (1665-1736) ∞ Dorothea Frederika van Brandenburg-Ansbach (1676-1731)                        |
| Ouders                                       | Lodewijk VIII van Hessen-Darmstadt (1691-1768) ∞ Charlotte Christina Magdalene Johanna van Hanau-Lichtenberg (1700-1726) | Lodewijk VIII van Hessen-Darmstadt (1691-1768) ∞ Charlotte Christina Magdalene Johanna van Hanau-Lichtenberg (1700-1726) | Lodewijk VIII van Hessen-Darmstadt (1691-1768) ∞ Charlotte Christina Magdalene Johanna van Hanau-Lichtenberg (1700-1726) | Lodewijk VIII van Hessen-Darmstadt (1691-1768) ∞ Charlotte Christina Magdalene Johanna van Hanau-Lichtenberg (1700-1726) | Lodewijk VIII van Hessen-Darmstadt (1691-1768) ∞ Charlotte Christina Magdalene Johanna van Hanau-Lichtenberg (1700-1726) | Lodewijk VIII van Hessen-Darmstadt (1691-1768) ∞ Charlotte Christina Magdalene Johanna van Hanau-Lichtenberg (1700-1726) | Lodewijk VIII van Hessen-Darmstadt (1691-1768) ∞ Charlotte Christina Magdalene Johanna van Hanau-Lichtenberg (1700-1726) | Lodewijk VIII van Hessen-Darmstadt (1691-1768) ∞ Charlotte Christina Magdalene Johanna van Hanau-Lichtenberg (1700-1726) |
| Lodewijk IX van Hessen-Darmstadt (1719-1790) | | | | | | | | |